# پکزبوت (دهانه)
پکزبوت یک دهانه برخوردی در ماه‌ است.

## دهانه‌های اقماری
این دهانه ۲ دهانه اقماری دارد.
| Poczobutt | عرض جغرافیایی | طول جغرافیایی | قطر          |
| --------- | ------------- | ------------- | ------------ |
| R         | ۵۶.۰° N       | ۱۰۳.۵° W      | ۳۹.۰ کیلومتر |
| J         | ۵۶.۶° N       | ۹۶.۸° W       | ۲۴.۰ کیلومتر |